# Guillaume Le Roy

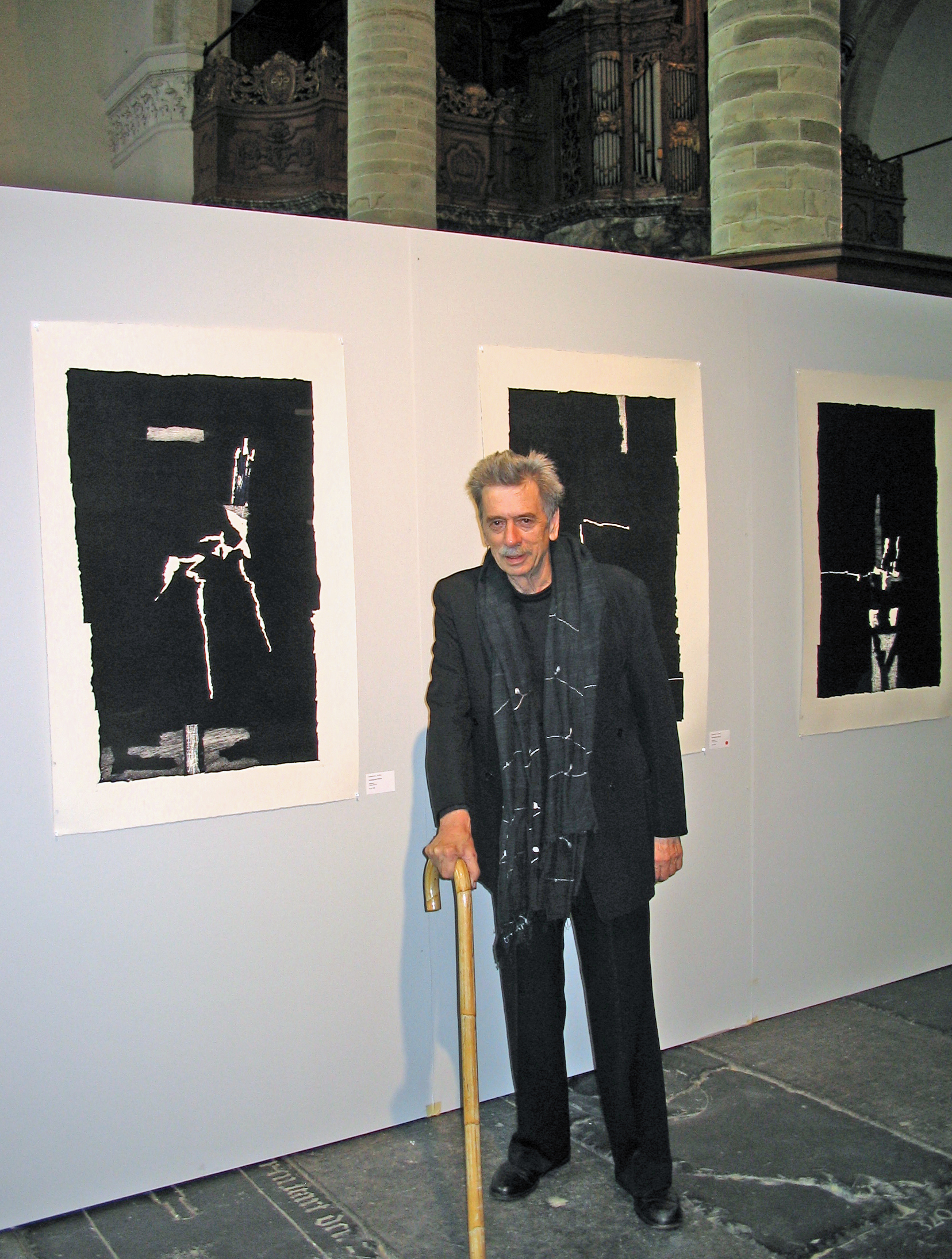
Guillaume Le Roy op een tentoonstelling in de Oude Kerk (Amsterdam), september 2007

Guillaume Louis Le Roy (Blaricum, 28 juli 1938 - Amsterdam, 5 mei 2008) was een Nederlands graficus die woonde en werkte in Amsterdam.

## Levensloop
Tijdens zijn schooljaren woonde Le Roy in Bosch en Duin waar zijn ouders in 1945 de uitspanning De Hoefslag overnamen en er een restaurant van maakten. In 1957 ging hij in Amsterdam naar de School voor Kunstnijverheid, de latere Rietveld Academie en volgde daar de afdeling vrije grafiek. Door het restaurant De Hoefslag afgedankte cafétafeltjes gebruikte hij voor het maken van zijn eerste houtsneden.
Na zijn afstuderen in 1962 trok hij naar familie in de buurt van Parijs en verkeerde daar ruim twee jaar in internationale kunstkringen. In 1963 trouwde hij met Ellen Lopes Cardozo. Uit dit huwelijk werd spoedig een zoon geboren. In 1964 verhuisde het stel naar Amsterdam waar Le Roy eerst een atelier kreeg in het ruim van een vrachtboot in de Amstel en later op twee verschillende adressen aan de Prinsengracht, waar hij op zolder zijn atelier had en waar ook zijn drukpersen stonden.
In Amsterdam leerde Le Roy al spoedig de grafisch kunstenaar Metten Koornstra kennen die aan de Prinsengracht een kleine drukkerswerkplaats had. Door hem kwam hij ook in contact met Piet Clement die er werkte als drukker. In 1968 kreeg Clement zijn eigen drukkerij voor kunstenaars aan de Prinsengracht en in de bijbehorende galerie Printshop (nu Galerie Clement) werd het werk van Guillaume Le Roy vanaf 1969 regelmatig geëxposeerd.
Sinds 1965 werd Le Roy dikwijls gevraagd zijn werk te exposeren, eerst in Amsterdam en vervolgens door het hele land en ook wel in het buitenland. Een lijst van tentoonstellingen tot 2001 is opgenomen in een boek dat Erik Slagter over de kunstenaar samenstelde (zie onder literatuur).
Van 1986 tot 1999 was Le Roy docent aan de Christelijke Hogeschool voor de Kunsten in Kampen en van 1990 tot 1992 gastdocent aan de kunstacademie in 's-Hertogenbosch.

## Stijl en onderwerpen van zijn prenten
De prenten van Guillaume Le Roy zijn altijd abstract. Ofschoon hij in de jaren 1960-1970 een veelkleurige periode heeft gekend, zijn de kleuren zwart, grijs en wit voor hem altijd het belangrijkst gebleven, in de jaren 1980 - 1995 soms nog spaarzaam doorbroken met kleine gedeelten in rode, blauwe, bruine en gele tinten. In zijn abstracte voorstellingen komen vaak beeldtekens voor die de indruk geven van poorten, deuren en vensters naar het licht te zijn
Ofschoon abstract heeft Le Roy verschillende keren houtsneden en etsen gemaakt bij uit de literatuur bekende gedichten, zoals De zangen van Maldoror van Comte de Lautrémont (1971-1981), De Baäl Sjem en de tovenaar, een door Martin Buber bewerkte chassidische vertelling (1975), Zwarte aarde van Osip Mandelstam (1976), Abel en Caïn van Baudelaire, Drie gedichten van Bert Schierbeek (1984) en Zomeravond van Maurits Mok (1988). Bij De zangen van Maldoror heeft Le Roy ook de tekst meegeëtst in de zinkplaten.
Twee keer maakte hij houtsneden bij door vrienden geschreven teksten. In 1986 bij het gedicht Kijk naar de spiegel en zie dat hij blind is van Xanthias en in 1992 bij een tekst Over het doel en de weg ernaar toe geschreven door Kees Buurman.

## Enkele opinies over zijn werk
Volgens kunstcritici is Le Roy “...de ongeëvenaarde meester van de hoogdruk in vormen waardoorheen het licht sijpelt”, “een koning onder de grafici “,…een echte graficus, verknocht aan de techniek van het kervende mes en bijtende zuren. Het elementaire van die techniek spreekt rechtstreeks uit zijn werk”, “…(zijn ontwikkeling) als graficus is er een naar steeds grotere versobering en onthouding”
Zelf heeft Le Roy over zijn werk gezegd: “Ik ets als ik dingen wil maken die in houtsneden niet kunnen, en omgekeerd. Ik moet kunnen krassen en bijten. Ik snij uit hout en ik bijt uit zink. Een graficus werkt nu eenmaal heel anders dan een schilder. De schilder (en de lithograaf) voegen iets toe: de verf, en de etser en houtsnijder halen juist iets weg (…). Hij zei eens tegen iemand over zijn voor buitenstaanders opvallend beperkte kleurgebruik van de laatste decennia: "Zwart en wit hebben nu eenmaal de meeste kleur".

## Collecties
Exemplaren van De Baäl Sjem en de tovenaar, van Zwarte aarde, Abel en Caïn en Zomeravond zijn opgenomen in de Koninklijke Bibliotheek te Den Haag. De eerste uitgave ook in het Joods Historisch Museum te Amsterdam en het museum Van Bommel van Dam in Venlo. Andere werken zijn opgenomen in de collecties van het Museum van het Boek in Den Haag, het Dordrechts Museum en het Amsterdamse Stedelijk Museum.